# Kotlina Turczańska

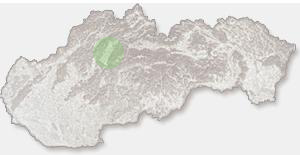
Kotlina Turczańska na mapie Słowacji

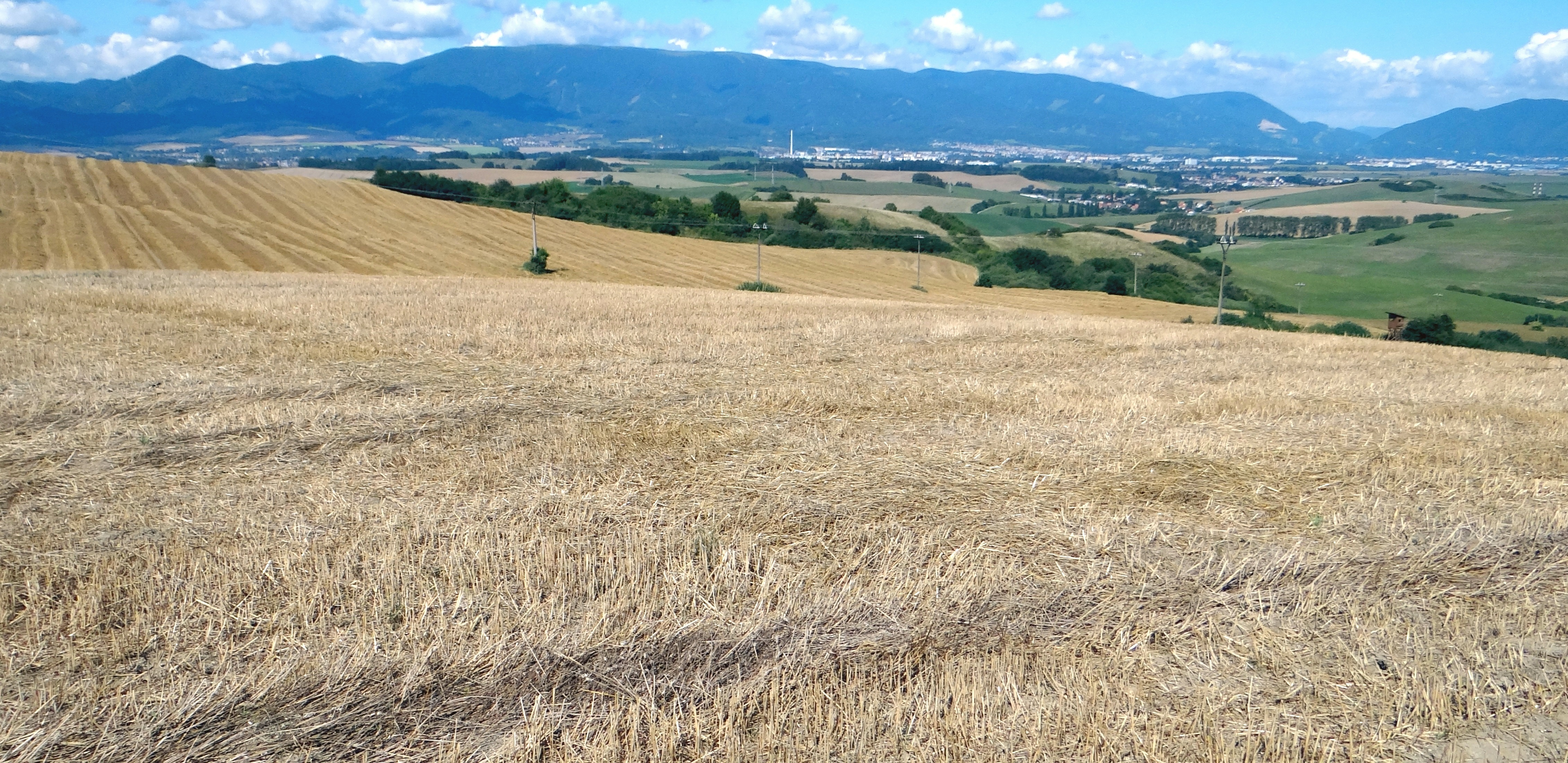

Kotlina Turczańska (514.64; słow. Turčianska kotlina) – wielka kotlina śródgórska w Centralnych Karpatach Zachodnich, jedna z najwyraźniejszych i najlepiej wykształconych kotlin na terenie Słowacji. Od północy ogranicza ją tzw. krywańska część Małej Fatry, od wschodu – Wielka Fatra, od południa – Góry Kremnickie, od południowego zachodu grupa górska Żaru, a od zachodu – tzw. luczańska część Małej Fatry.

## Opis
Kotlina Turczańska ma kształt nieregularnego prostokąta, którego dłuższe boki leżą w przybliżeniu na osi północ-południe. Wymiary tego prostokąta wynoszą w przybliżeniu 30 × 10 km. Dno kotliny, bardzo równe i płaskie, opada w kierunku z południa na północ, od wysokości ok. 660 m n.p.m. w rejonie wsi Sklené u podnóży Żaru do wysokości 370 m w korycie Wagu poniżej miejscowości Vrútky. Szczyty i grzbiety górskie otaczające kotlinę wznoszą się ponad jej dno od ok. 250–300 m w części południowej po 800–1000 m w części środkowej (Tlstá w Wielkiej Fatrze – 1414 m, Veľká lúka w Małej Fatrze – 1476 m) i po 1100–1300 m w części północnej (Wielki Krywań w Małej Fatrze – 1709 m). Wzdłuż północnej krawędzi kotliny płynie ze wschodu na zachód rzeka Wag, natomiast dłuższą oś kotliny wyznacza dopływ Wagu – rzeka Turiec.
Kotlina Turczańska stanowi centralną część krainy historycznej zwanej Turcem. Jest dziś stosunkowo gęsto zaludnionym obszarem rolniczym. Największym ośrodkiem miejskim regionu i znaczącym ośrodkiem przemysłowym jest Martin u ujścia Turca do Wagu, w północnej części Kotliny, w którego bezpośrednim sąsiedztwie leżą miejscowości Vrútky i Sučany. W południowej części Kotliny leży miasto powiatowe Turčianske Teplice. Wzdłuż Wagu biegną droga krajowa nr 18 i linia kolejowa z Rużomberka do Żyliny. W Martinie łączą się z nimi droga krajowa nr 65 i linia kolejowa biegnące z Bańskiej Bystrzycy.
Słowaccy geografowie dzielą Kotlinę Turczańska na mniejsze jednostki:
- Turčianske nivy
- Šútovské podhorie
- Sklabinské podhorie
- Mošovská pahorkatina
- Diviacka pahorkatina
- Valčianska pahorkatina[2]

## Klimat
Klimat Kotliny Turczańskiej jest umiarkowany ciepły. Podstawowe dane klimatyczne dla tego regionu (o ile nie podano inaczej – na podstawie obserwacji w Martinie) są następujące:
- średnia temperatura roczna: +7,8 °C;
- maksymalna temperatura zanotowana: +37,4 °C (15 sierpnia 1952);
- minimalna temperatura zanotowana: −32,2 °C (11 lutego 1929);
- liczba dni z temperaturą poniżej 0 °C: 110;
- średnia roczna opadów atmosferycznych: 555 mm (w innych rejonach kotliny do 800 mm);
- roczna liczba godzin słonecznych: 1300 (w innych rejonach kotliny do 2000);
- roczna liczba dni pochmurnych: 60–65;
- liczba dni z pokrywą śniegową: 50–80

## Ochrona przyrody
Niewielka część Kotliny Turczańskiej na wschodzie wchodzi w obręb Parku Narodowego Wielka Fatra (słow. Národního parku Veľká Fatra).
W 1962 r. powstał rezerwat przyrody Turiec, a w 1974 r. rezerwat przyrody Kláštorské lúky. Niedaleko wsi Mošovce znajduje się pomnik przyrody Mošovské aleje, w obrębie którego rosną klony, jesiony, kasztanowce i lipy. Inny pomnik przyrody, to Jazierko v Jazernici